# Олимпийский комитет Эквадора
Олимпийский комитет Эквадора (исп. Comité Olímpico Ecuatoriano) — организация, представляющая Эквадор в международном олимпийском движении. Основан в 1948 году, зарегистрирован в МОК в 1959 году.
Штаб-квартира расположена в Гуаякиле. Является членом Международного олимпийского комитета, Панамериканской спортивной организации и других международных спортивных организаций. Осуществляет деятельность по развитию спорта в Эквадоре.